# Rue d'Orléans-Saint-Honoré
La rue d'Orléans, ou rue d'Orléans-Saint-Honoré, est une ancienne rue qui était située dans l'ancien 4e arrondissement de Paris et qui disparaît en 1890 lors du percement de la rue du Louvre.

## Situation
En 1817, la rue d'Orléans-Saint-Honoré commençait aux 116-118, rue Saint-Honoré et finissait aux 23-25, rue des Deux-Écus. Elle était située dans l'ancien 4e arrondissement dans le quartier de la Banque-de-France.
Les numéros de la rue étaient noirs. Le dernier numéro impair était le no 21 et le dernier numéro pair était le no 16.

## Origine du nom
La rue porte le nom de Louis de France duc d'Orléans, fils de Charles V qui possédait un hôtel particulier dans cette rue.

## Historique

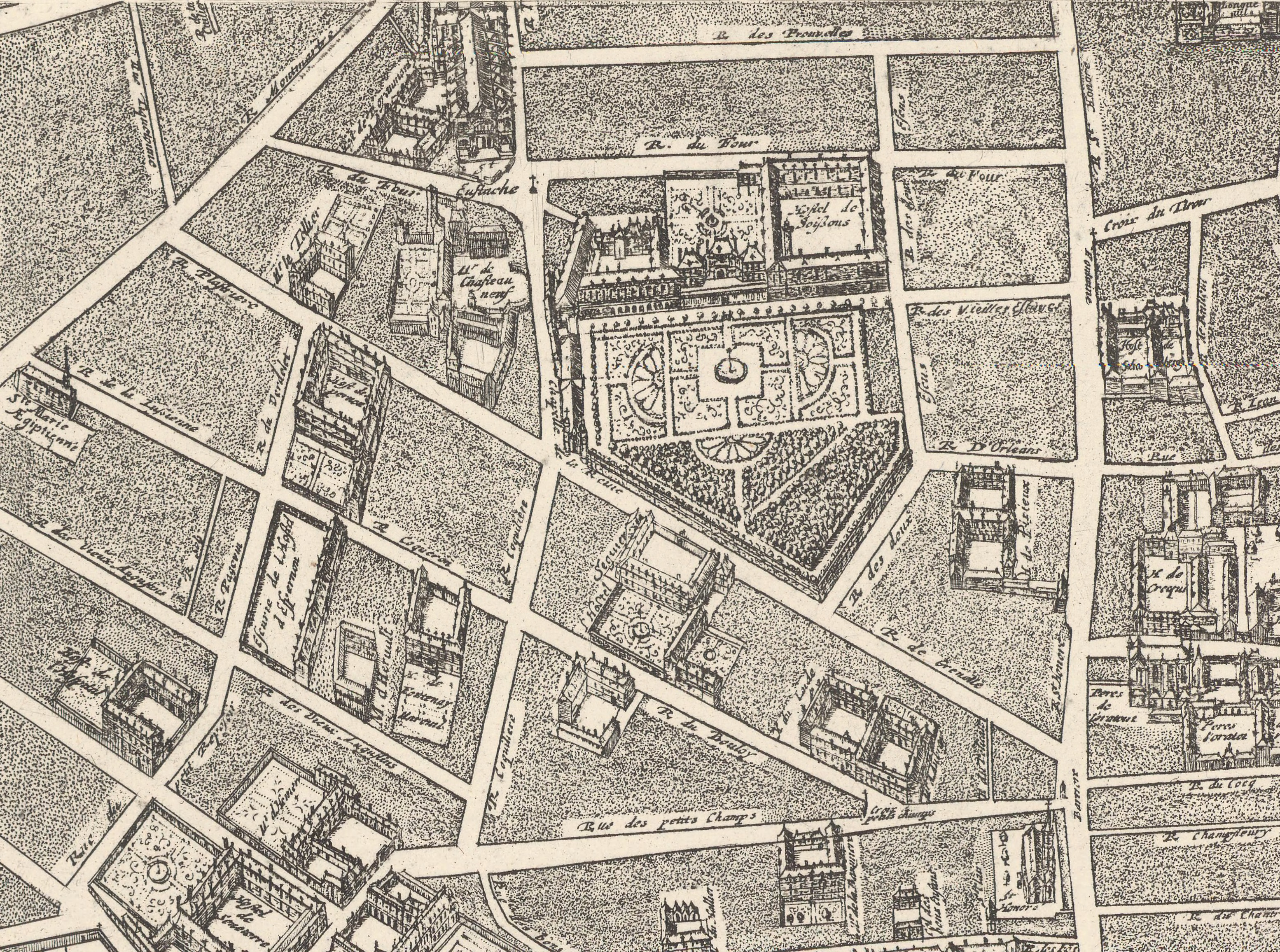
La rue d'Orléans sur le plan de Gomboust (1652, extrait), après la disparition (1577) de sa partie septentrionale. L'hôtel Puisieux, ici orthographié « Pisieux » correspond au futur Grand hôtel d'Aligre.

Le plus ancien nom connu de cette rue, qui se prolongeait, du XIIIe siècle jusqu'en 1572, jusqu'à la place Saint-Eustache est celui de « rue de Nesle » car elle passait le long de l'hôtel de Nesle, qui est devenu l'hôtel de Soissons, sur l'emplacement duquel la halle au Blé a été construite en 1763 puis la Bourse de commerce de Paris en 1885.
Cette voie est citée dans Le Dit des rues de Paris de Guillot de Paris sous la forme « rue de Neele ».
La rue prend ensuite le nom de « rue de Bohême », car Jean de Luxembourg (1296-1346), roi de Bohême, beau-père de Jean le Bon avait fait l'acquisition de cet hôtel.
Cet immeuble fut vendu en 1388 à Louis de France duc d'Orléans, fils de Charles V et la rue prend alors le nom de « rue d'Orléans ».
Catherine de Médicis, devenue propriétaire du couvent des Filles-Pénitentes, fait de nombreuses acquisitions pour agrandir cet emplacement sur lequel elle voulait construire un palais, l'hôtel de la Reine. En 1577, elle supprime presque en entier la partie de la rue d'Orléans comprise entre la rue des Deux-Écus et la rue Coquillière et ne laisse subsister du côté de cette dernière qu'une impasse qui, en 1763, était devenue la rue Oblin.
Au XVIe siècle, on la trouve sous la dénomination de « rue d'Orléans dite des Filles-Pénitentes » et « rue d'Orléans dite des Filles-Repenties » parce que cet hôtel avait été occupé en partie à cette époque par cette association religieuse.
Elle est citée sous le nom de « rue d'Orléans », dans un manuscrit de 1636 dont le procès-verbal de visite, en date du 22 avril 1636, indique qu'elle est « salle, boueuse et remplie d'immundices et de plus avons particulièrement veu quantité de fumiers compiliez avec boues, qui arrestent le cours des eaues des ruisseaux ». Elle fut dénommée « rue d'Orléans-Saint-Honoré » afin de la différencier des autres rues d'Orléans de Paris.
Une décision ministérielle du 17 frimaire an XI (8 décembre 1802), signée Chaptal, fixe la largeur de la rue d'Orléans à 8 mètres.

Évolution de la rue d'Orléans de 1230 à 1763
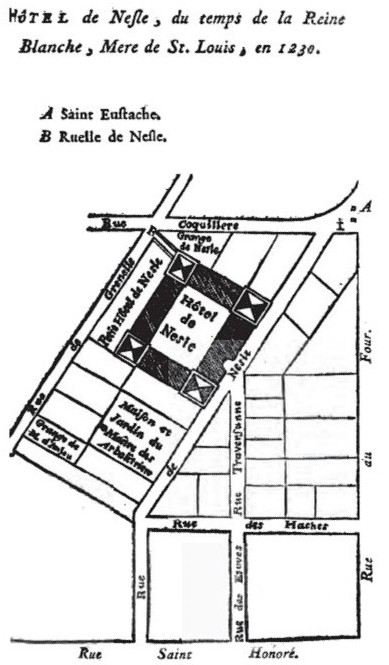
1230 - Hôtel de Nesle.
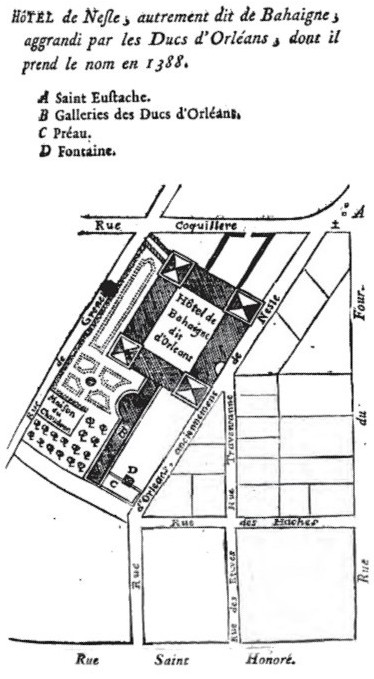
1388 - Hôtel de Bahaigne/d'Orléans.
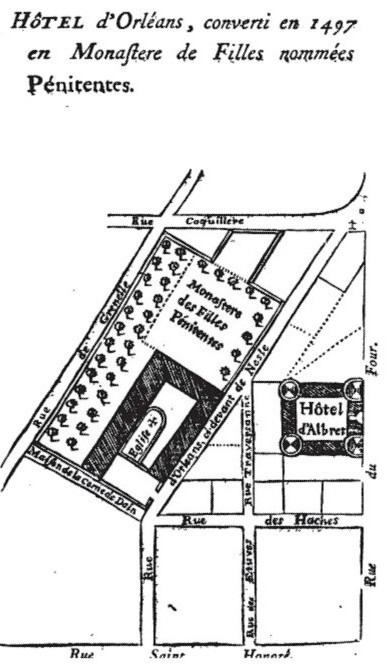
1497 - Monastère des Filles-Pénitentes/Hôtel d'Albert.
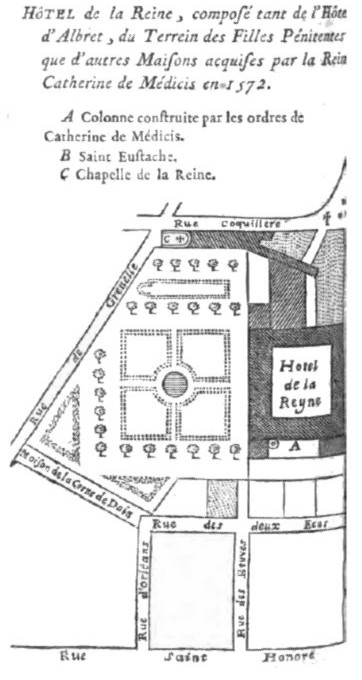
1572 - Hôtel de la Reine.
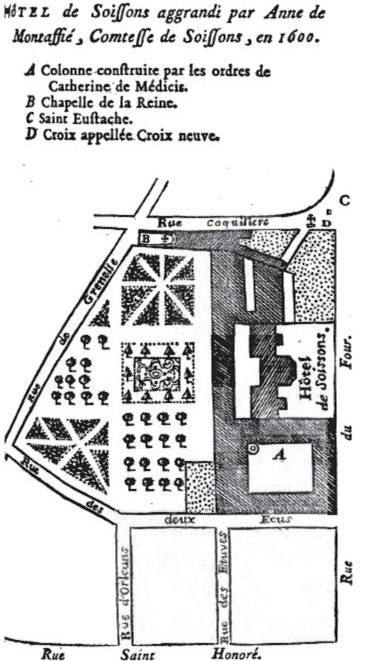
1600 - Hôtel de Soissons.
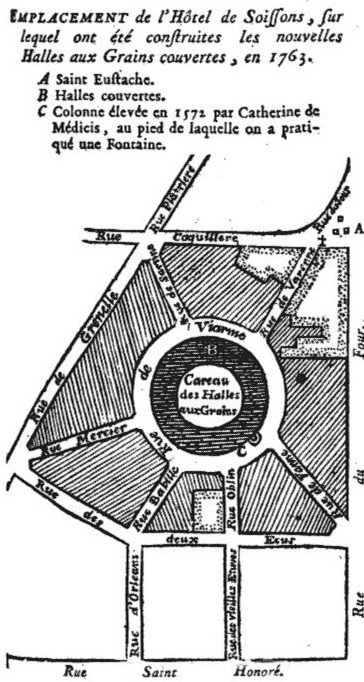
1763 - Halles aux Grains (avec confusion entre la rue de Varenne.

## Bâtiments remarquables et lieux de mémoire
No 13 (numérotation royale) : le Grand hôtel d'Aligre ou de Verthamont fut à la Révolution remplacé par une entreprise de roulage.
L'origine des hôtels particuliers connus qui se sont succédé à cet emplacement remonte à celui appartenant dans la seconde moitié du XVIe siècle à André Blondel de Rocquencourt (†1558), contrôleur-général des finances sous le règne de Henri II et protégé de Diane de Poitiers (†1566), duchesse de Valentinois, à laquelle il le donne par testament. Cet hôtel est ensuite dénommé :

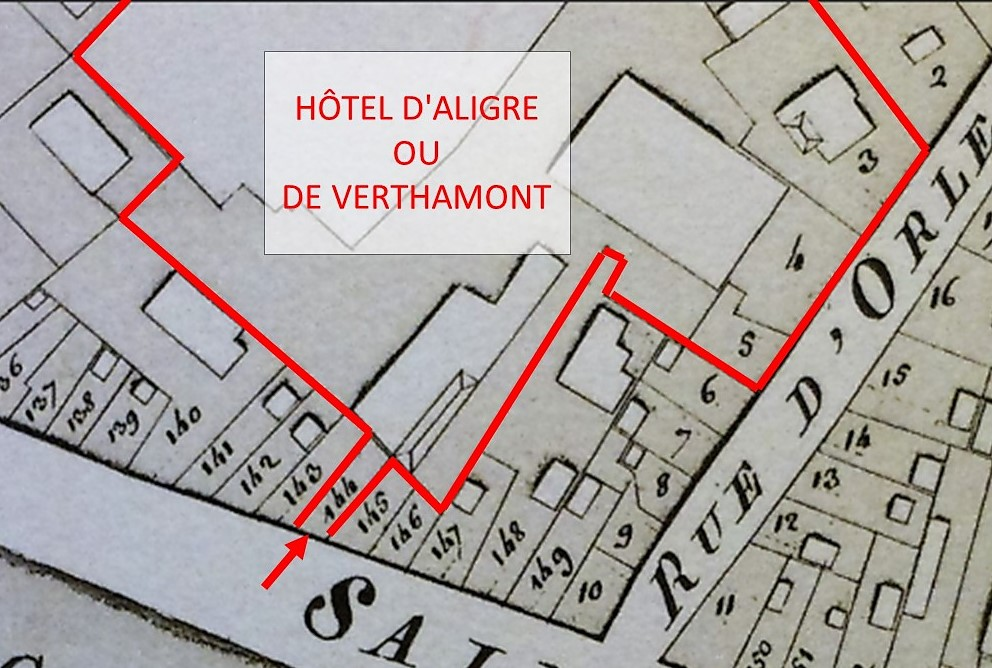
Emplacement de l'hôtel d'Aligre et de Verthamont dans l'Atlas des censives de 1720

- Hôtel de Bouillon (?-1606) lorsqu'il échoit en partage à la fille aîné de Diane de Poitiers, Françoise de Brézé (vers 1515-1577), duchesse de Bouillon par son mariage (1538) avec Robert IV de La Marck (†1556) dont les descendants le conservent jusqu'en 1606 ;
- Hôtel de Puisieux (1606-1640), après son acquisition par Nicolas Brulart (1544-1624), marquis de Sillery, seigneur de Puisieux, qui le lègue à son fils Pierre (1583-1640), marquis de Sillery, vicomte de Puisieux, baron du Grand-Pressigny, dont la veuve, Charlotte d'Etampes, le vend en 1640.

De 1640 à 1689, Achille de Harlay (1606-1671), deuxième du nom, maître des requêtes, puis son fils, également prénommé Achille (1639-1712), conseiller au Parlement, en sont propriétaires, avant de nouveaux renommages en :
- Hôtel de Verthamon (1686) ainsi nommé d'après François-Michel de Verthamon (†1738), fils de Michel de Verthamon, seigneur de Bréau, marquis de Manœuvre, maître des requêtes, conseiller d'État et de Marie d'Aligre (1633-1724), 1er président du Grand Conseil (voir Famille d'Aligre). Il est également appelé hôtel de Pizieux ;
- Hôtel d'Aligre dit Grand hôtel d'Aligre, pour éviter la confusion avec le premier hôtel d'Aligre ou « de Schomberg et d'Aligre » (XVIIe siècle, disparu), situé à proximité, dans la rue Saint-Honoré.